# São Bonifácio (diaconia)
São Bonifácio (em latim Sancti Bonifacii) foi uma diaconia instituída no século VI e suprimida no século XII.
Segundo o Liber Pontificalis, esta diaconia recebeu doações do Papa Leão III (795-816). No final do século X era conhecida como Sancti Alessio. A sua igreja foi construída no final do século VI ou início do século VII. Situava-se na XIII Região Romana (Augustea). Foi suprimida antes do início do século XII e, juntamente com a diaconia dos Ss. Nereo ed Achilleo, que se tornou título, substituído pelas diaconias de S. Nicola in Carcere e S. Maria in Portico. O Papa Sisto V (1585-1590) estabeleceu o título de Sancti Alessio em 13 de abril de 1587, pela constituição apostólica Religiosa. Atualmente é conhecido como São Bonifácio e Santo Aleixo.